# Kardeş Türküler
Kardeş Türküler (dt. „Lieder der Brüderlichkeit“ oder auch „Geschwisterlieder“) ist ein bis zu 20 Mitgliedern umfassendes Musik-Ensemble, das anatolische Volksmusik interpretiert.

## Musikstil
Seit ihrer Gründung 1993 an der Bosporus-Universität İstanbul singt die Gruppe auf Türkisch, Kurdisch, Azeri und Armenisch, später auch Lieder der Lasen, Zaza, Georgier, Tscherkessen, Tschetschenen, Roma, Makedonen und vor allem der Aleviten.

## Während der Proteste in der Türkei 2013
Das Lied Tencere Tava Havasi (Deutsch: ‚Klang der Töpfe und Pfannen‘) nutzte die Gruppe während der Proteste in der Türkei 2013 als Protestlied. Dabei spielt die Band nur mit Küchenutensilien wie Töpfen, Pfannen, Gläsern und ähnlichem. Die Gruppe bewirkte so, dass in den Abendstunden Istanbuls Menschen an Fenstern ebenfalls Protest mit Küchenutensilien machten und auch Demonstranten zu Küchenutensilien griffen, um lautstarken Protest auszuüben.

## Diskografie

### Alben
- 1997: Kardeş Türküler
- 1999: Doğu
- 2001: Vizontele
- 2002: Hemâvâz
- 2004: Vizontele Tuuba
- 2005: Bahar
- 2011: Cocuk (H)akli
- 2017: Yol

### Singles (Auswahl)
| - 1997: Demmê / Ala Gözlü Nazlı Pirim - 1997: Burçak Tarlası - 1997: Yandı Bağrım - 1999: Kara Üzüm Habbesi - 1999: Dargın Mahkum - 2001: Çeşm-i Siyahım - 2002: Şah-ı Merdan - 2002: Mîrkut - 2004: Denize Yakılan Türkü - 2004: Leyla | - 2005: Yanıyorum (mit Neşet Ertaş) - 2005: Bahçada Yeşil Çınar (mit Erkan Oğur) - 2005: Ez Kevokim (mit Aynur Doğan) - 2011: Daymohk - 2011: Oi Oi! - 2014: Ötme Bülbül - 2017: Eşrefoğlu Al Haberi - 2017: Dom Dom Kurşunu - 2018: Bekle (mit Candan Erçetin) - 2018: To Treno Fevgi Stis Ochto (mit Zülfü Livaneli) - 2021: Hakim Bey (mit Sezen Aksu & Ara Dinkjian) |